# كيسي ميلز (ميزوري)
كيسي ميلز (بالإنجليزية: Kissee Mills)‏ هي إحدى المجتمعات الفردية (غير مصنفة) في ولاية ميزوري في الولايات المتحدة الأمريكية.